# Sefer Gazi aga

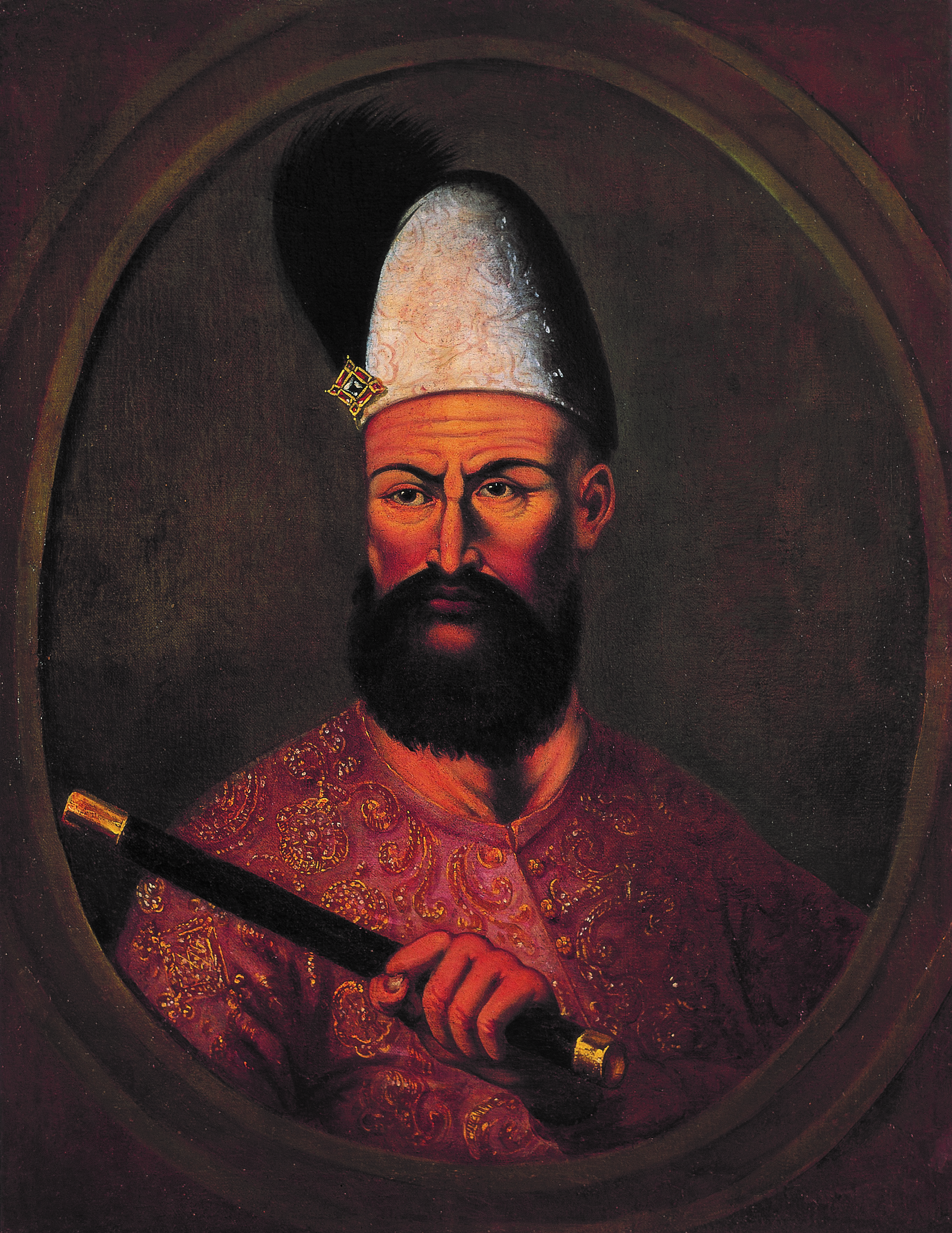
Sefer Gazi aga

Sefer Gazi aga, w literaturze także Sefer Gazi-aga, Sefer Ghazi Aga (ur. ?, zm. 1664 r.) – sprawował urząd wezyra za czasów panowania Islama III Gireja (1644-1654) oraz Mehmeda IV Gireja (1654-1666 drugie panowanie). Jak więc widać, pełnił urząd Wezyra w latach 1644-1664 r. (z krótką przerwą 1645-1646)
Najwybitniejszy wezyr Chanatu Krymskiego w ponad trzystuletniej historii tego państwa. Sam chan Islam III Girej w dużej mierze zawdzięczał mu swój tron.
Chan ten zostając władcą Krymu w 1644 roku uczynił wezyrem swego państwa Sefera Gazi agę w podzięce za agitację i liczne intrygi uczynione na jego rzecz w tym trudnym czasie. Będąc przez blisko dwadzieścia lat Wezyrem Chanatu krymskiego zrobił wiele dobrego dla rozwoju tego kraju, między innymi dzięki niemu wybudowano wiele budynków na Krymie (meczety, łaźnie, pałace itd.). W 1645 roku wieczne intrygi Sefera Gazi agi, który poparł bunt bejów przeciwko chanowi Islamowi III Girejowi, doprowadziły go do więzienia i skazania na karę śmierci. Jednak dzięki swej obrotności i sprytowi, odzyskał wolność i urząd wezyra. Za panowania Mehmeda IV Gireja nie miał tyle szczęścia, co wcześniej. Za popieranie opozycji został na rozkaz tego chana zamordowany w 1664 roku.
Brał udział w kampanii zborowskiej (1649).
Za czasów swego urzędowania praktycznie to on dzierżył ster rządów w swych rękach, doprowadzając Chanat krymski znowu do wysokiej pozycji na arenie międzynarodowej. Był on przykładem uzdolnionego i inteligentnego człowieka, który doszedł do dużej władzy mimo nie najlepszego urodzenia (pochodził z drobnej szlachty tatarskiej).
Tytuł wezyra pochodzi z Imperium Osmańskiego i odpowiadał dzisiejszemu ministrowi, aczkolwiek w Chanacie Krymskim miał większe uprawnienia i kompetencjami dorównywał dzisiejszemu premierowi. Rolę wezyrów w Chanacie Krymskim spełniali tamtejsi karacze.